# جيمس غالاغير (سياسي)
جيمس غالاغير (بالإنجليزية: James Gallagher)‏ هو فلاح وسياسي أيرلندي، ولد في 20 أبريل 1920، وتوفي في 11 مارس 1983. حزبياً، نشط في فيانا فايل.

## مناصب
- في الانتخابات العمومية الإيرلندية 1961 [الإنجليزية]‏، انتخب نائب دييل عن دائرة Sligo–Leitrim (Dáil constituency) [الإنجليزية]‏ وقد انضم خلال فترته النيابية ‏ (11 أكتوبر 1961 – 11 مارس 1965) للكتلة البرلمانية فيانا فايل.
- في الانتخابات العمومية الإيرلندية 1965 [الإنجليزية]‏، انتخب نائب دييل عن دائرة Sligo–Leitrim (Dáil constituency) [الإنجليزية]‏ وقد انضم خلال فترته النيابية ‏ (21 أبريل 1965 – 21 مايو 1969) للكتلة البرلمانية فيانا فايل.
- في الانتخابات العمومية الإيرلندية 1969 [الإنجليزية]‏، انتخب نائب دييل عن دائرة Sligo–Leitrim (Dáil constituency) [الإنجليزية]‏ وقد انضم خلال فترته النيابية ‏ (2 يوليو 1969 – 5 فبراير 1973) للكتلة البرلمانية فيانا فايل.
- في الانتخابات العمومية الإيرلندية 1977 [الإنجليزية]‏، انتخب نائب دييل عن دائرة Sligo–Leitrim (Dáil constituency) [الإنجليزية]‏ وقد انضم خلال فترته النيابية ‏ (5 يوليو 1977 – 21 مايو 1981) للكتلة البرلمانية فيانا فايل.